# Сидорково (Кувшиновский район)
Сидорково — деревня в Кувшиновском районе Тверской области России. Входит в Тысяцкое сельское поселение.

## География
Расположено у реки Поведь в 16 км к северу от районного центра Кувшиново и в 111 км к северо-западу от областного центра Тверь. Поблизости находятся деревни Бобровцы (1 км), Ширяково (2 км) и Борисово (2 км).

## История

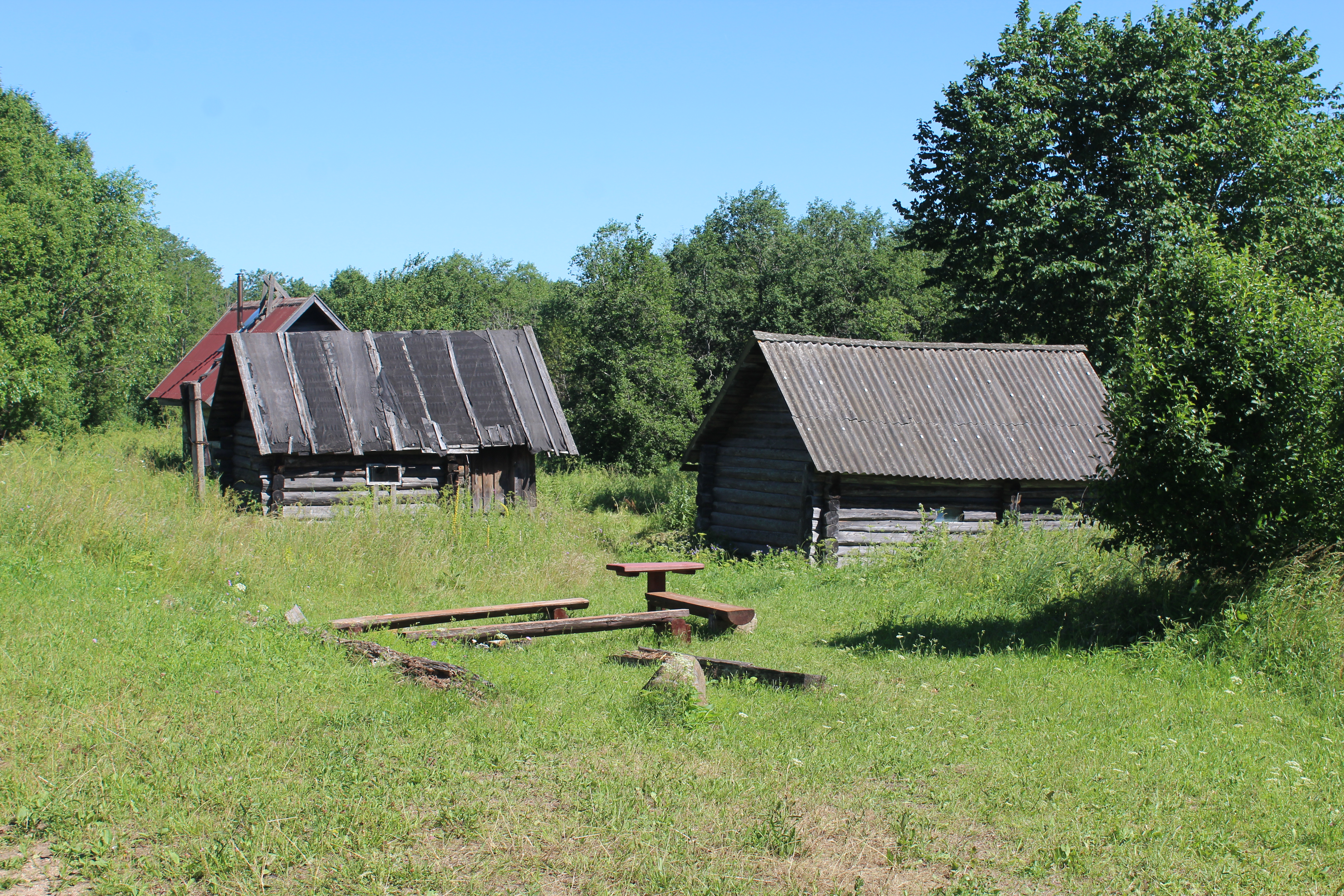
Бани в деревне Сидорково

Первое упоминание деревни в книге XIX века как селение в частном владении при реке Поведи в 43 верстах западнее города Торжка. По переписи 1859 года здесь было 15 дворов, проживали 103 мужчины и 98 женщин.
В начале XIX века сельцом Сидорково владел Иван Александрович Назимов.
По описанию имения в качестве залога прапорщика Ивана Александровича Назимова, составленному 14 января 1842 года для получения денег определенный срок при условии полного возврата в Московском опекунском совете, ему принадлежало в сельце Сидорково 35 крепостных душ мужского пола. В его владении числилось 545 десятин земли. Тягл насчитывалось 13, все они находились на оброке по 12 рублей серебром с тягла. Работа крестьян состояла в хлебопашестве, торговали своими товарами они в городе Торжке. Ежегодно на крестьянских землях осуществлялась посевная в количестве 26 четвертей озимых и 52 четверти яровых. Годовой доход с имения составлял 156 рублей серебром.

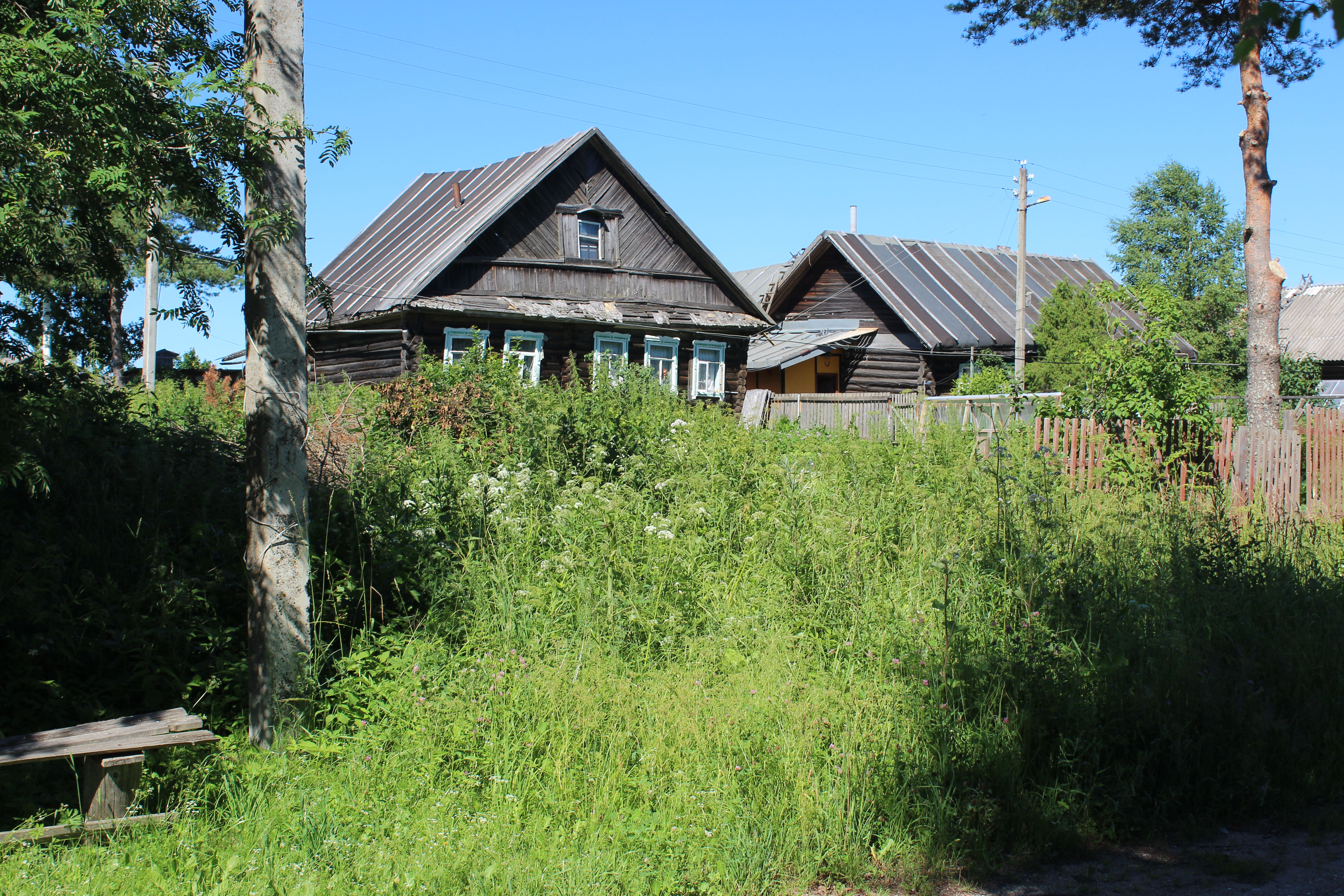
Дома в деревне Сидорково

В 1850-х годах 32 крестьянами и 6 дворовыми в сельце Сидорково уже владели дети И. А. Назимова: штабс-капитаны Александр и Иван, а также девицы Анна и Татьяна. В 1874 году майор Иван Иванович Назимов владел в Новоторжском уезде 272 десятинами земли. У Ивана Ивановича Назимова были дети: Семен, Иван, Павел, Антон. В 1913 году отставной полковник Семен Иванович Назимов был избран попечителем Сидорковской земской школы. Последним владельцем сельца Сидорково был полковник Павел Иванович Назимов.
Согласно Закону Тверской области от 17 декабря 2015 года № 119-ЗО, после объединения, Тысяцкого, Большекузнечковского, Борзынского и Пеньского сельских поселений деревня входит в Тысяцкое сельское поселение.

## Население
| 2008 | 2010 |
| ---- | ---- |
| 19   | ↘17  |

## Транспорт
Через деревню проходит дорога общего пользования регионального значения (Вышний Волочёк — Есеновичи — Кувшиново) 28К-0273.